# Thomas W. Palmer
Thomas W. Palmer (Detroit, 1830. január 25. – Detroit, 1913. június 1.) az Amerikai Egyesült Államok szenátora (Michigan, 1883–1889).